# Jusqu'au bout du rêve (série télévisée)
Pour les articles homonymes, voir Jusqu'au bout du rêve (homonymie).
Production
Diffusion
Jusqu'au bout du rêve est une série télévisée française réalisée par Pablo Pinasco d'après un scénario de Gwenola Balmelle et Jean-Michel Albert, et diffusée depuis le 13 juillet 2024 sur la plateforme France.tv et sur Outre-mer La Première.
Cette fiction est une coproduction du pôle Outre-mer de France Télévisions, TamTam Stories et Pacific TV Productions Tahiti,,,.

## Synopsis
Mareva perd sa mère et quitte Marseille pour vivre chez son oncle à Tahiti où elle découvre la culture locale et le surf.

## Distribution
- Maya Rose Binard : Mareva Sanford
- Mickaël Vautor : David Sanford
- Shana Pahoa Mahagafanau : Gaby
- Tini Chaulet : Louise
- Macéo Digiorgio : Henoa
- Maeva Juventin : Vahine
- Manake'i Kahiha : Jeff
- Tuarii Tracqui : Mateo

## Épisodes
1. Une nouvelle vie
2. Entre terre et mer
3. Résistance
4. Au bout du rêve

## Production

### Genèse et développement
La série est créée et écrite par Gwenola Balmelle et Jean-Michel Albert, et réalisée par Pablo Pinasco,,.
La production est assurée par Jean-Michel Albert et Alexandre Cornu pour TamTam Stories, et Marie-Ève Tefaatau pour Pacific TV Productions Tahiti,.

### Tournage
Le tournage de la série a lieu du 3 au 31 janvier 2024 en Polynésie française,,,.

### Fiche technique
Sauf indication contraire, les informations mentionnées dans cette section peuvent être confirmées par les bases de données cinématographiques  présentes dans la section « Liens externes ».
- Titre français : Jusqu'au bout du rêve
- Genre : Drame familial
- Production : Jean-Michel Albert et Alexandre Cornu, pour TamTam Stories, et Marie-Ève Tefaatau, pour Pacific TV Productions Tahiti[1],[3]
- Sociétés de production : pôle Outre-mer de France Télévisions, TamTam Stories et Pacific TV Productions Tahiti[1],[3],[4]
- Réalisation : Pablo Pinasco[1],[3]
- Scénario : Gwenola Balmelle et Jean-Michel Albert[1],[2],[3]
- Image: Christophe Larue
- Pays de production :  France
- Langue originale : français
- Format : couleur
- Nombre de saisons : 1
- Nombre d'épisodes[1],[3] : 4
- Durée : 44 minutes[1],[3]
- Dates de première diffusion : 
  - France : 13 juillet 2024 sur la plateforme France.tv